# Bodor Johanna
Bodor Johanna (Kolozsvár, 1965. október 23. –) magyar táncművész-koreográfus, színházi alkotó, a Halhatatlanok Társulatának örökös tagja.

## Életpályája
Szülei, Bodor Pál (1930–2017) költő, műfordító és Zahan Julianna történész, könyvtáros szoros kapcsolatot ápoltak a korabeli erdélyi magyar kulturális élet alakjaival. A család gyakori vendégei voltak olyan kiemelkedő művészek, mint például Harag György, Taub János, vagy éppen Sütő András. Bodor Johanna a balettel is egy családi összejövetelen találkozott először, amikor Karikás Péter akkori magyar kultúrattasé és felesége, Handel Edit balett-táncos, balettmester egy beszélgetés hevében egy balett-emelést mutattak be a Bodor család nappalijában. Johanna őket látva döntötte el, hogy balett-táncos szeretne lenni. 1975 és 1984 között a bukaresti Állami Balettintézetben tanult. Ez idő alatt bátyja, Bodor Pál István 1980-ban, szülei pedig 1983-ban áttelepültek Romániából Magyarországra, így Johanna két évet egyedül élt Bukarestben. A Balettintézet elvégzése után szerződtetni akarták a bukaresti Operaházba, ő azonban ezt a lehetőséget visszautasította, mert már beadta a kérvényét, hogy Magyarországra települhessen. 1984-1985 között a bukaresti Operettszínház tagja volt, majd Magyarországra emigrált.
1985-ben a Honvéd Együttesnél, az akkori Magyar Néphadsereg Művészegyüttesnél kezdett először Magyarországon dolgozni, Novák Ferenc vezetése alatt.
1986-1989 között a Győri Balettben táncolt. E társulat tagjaként járt Japánban, Németországban, Izraelben, Olaszországban, Norvégiában, Franciaországban, Koreában, Oroszországban. Táncművész karrierjének meghatározó és kiemelkedő időszaka volt a Szegedi Balettben eltöltött évei, ahol 1989-től volt tag, 1990 és 1993 között pedig a társulat magántáncosa volt. Itt olyan produkciókban táncolt, mint az Alvilági játékok, a Vonzások és választások, vagy az Álom Kafkáról.
1993-ban házasodott össze férjével, Mertz Tibor színművésszel, és ugyanebben az évben megszülettek ikreik, Hanna Míra és Dániel Máté. Bár később is voltak táncos fellépései, gyermekei születése után befejezte hivatásos balett-táncos karrierjét. Mestere, Imre Zoltán koreográfus asszisztensének kérte fel a Vígszínházban 1994-ben bemutatott Össztánc című produkcióhoz, ezzel kezdetét vette koreográfusi pályafutása. Azóta országszerte és a magyarlakta, határon túli területeken is megannyi színházban dolgozott koreográfusként: nagy kőszínházakban ugyanúgy visszatérő alkotó, mint kis független társulatoknál. 2020-ig közel 140 produkcióhoz köthető koreográfusként a neve.
1998-tól, a Bárka Színház indulásától két éven át a színház mozgástervezője és koreográfusa. 2002 és 2004 között a szolnoki Szigligeti Színház tánckarának vezetője. 2016-ban Lőrinczy György meghívására elvállalta a Budapesti Operettszínház balettigazgatói posztját, melyet 2019-ig töltött be. 1996-ban mutatták be Emberkiállítás – (Variációk Abakanowiczra) című önálló estjét a Vígszínház Házi Színpadán, melynek koreográfus-rendezője is volt. Egyéb kiemelkedő koreográfusi munkái közé tartozik például az 1999-es kaposvári Sweeney Todd című Sondheim-musical Ascher Tamás rendezésében, a 2006-ban a Komáromi Jókai Színházban bemutatott Kander-Ebb-musical, a Chicago Szabó Máté rendezése mellett, a 2008-es Hamvai-féle Vesztegzár a Grand Hotelben a Nemzeti Színházban Béres Attila rendezésében, vagy a 2018-ban a Budapesti Operettszínházban Székely Kriszta rendezésében bemutatott István, a király rockopera, melyben társkoreográfusa volt Lénárt Gábor.
Több általa koreografált produkciót is játszottak külföldön: Szentpéterváron a Lili bárónőt, Jekatyerinburgban a Cigányszerelem című operettet. Koreografált Víg özvegyet Béres Attila rendezése mellett 2008-ban Bukarestben, és dolgozott Tompa Gáborral a 2015-ben a Kolozsvári Állami Magyar Színházban bemutatott Az öreg hölgy látogatásában. 2018-ban pedig felkérést kapott, hogy az ausztriai Seefestspiele Mörbisch-en (magyarul: Burgenlandi Ünnepi Hetek), a Fertő-tó partján 1957 óta minden évben megtartott operettfesztiválon Kálmán Imre Marica grófnő című operettjének legyen a koreográfusa Karl Absenger rendező mellett.
Saját tapasztalataiból gyűjtött tudásával forradalmasította a táncoktatást. 1997-től három éven át meghívott előadóként művészi mozgást tanított leendő operaénekeseknek a Zeneakadémián. Tánc- és mozgáskurzusokat, workshopokat tartott 2009 és 2014 között több alkalommal is Marosvásárhelyen. Legutóbb 2019-ben a budapesti Színház- és Filmművészeti Egyetemen Máté Gábor és Székely Kriszta osztályában tartott kurzust. Az óraadás mellett kulturális missziójának tartja, hogy vizsgaelőadásokhoz koreográfiát készítve is segítse a diákok, egyetemisták szakmai fejlődését.
Koreográfusi és táncos munkái mellett több alkalommal színészként is színpadra lépett, így láthatta a közönség többek között Carlo Goldoni A kávéház című komédiájában, vagy a máig színen lévő Paul Foster-színműben, az I. Erzsébetben a Szkéné Színházban.
Szerteágazó életművének része a filmkészítés is. Színészként szerepelt Kósa Ferenc 1987-es A másik ember című alkotásában, legutóbb pedig Enyedi Ildikóval dolgozott a rendezőnő készülő új filmjében, a Feleségem történetében. Ugyanakkor a Jazz+Az 2020 januárjában tartott Aréna-koncertjének is ő volt a koreográfusa, de tartott már kiállításmegnyitót is (A Magyar Állami Népi Együttes jelmezeinek tükrében, Hagyományok Háza).
2014-ben jelent meg önéletrajzi könyve, a Nem baj, majd megértem, melyet nem írói indíttatásból kezdett el írni, csupán dokumentálni, összegezni akarta azokat az eseményeket, melyek abban a két évben történtek, míg egyedül élt Romániában. A könyvvé érett írást a Magvető Kiadó felkarolta és publikálta. A könyv 2016-ban kiadott lengyel fordítását a Varsói Könyvfesztiválon mutatták be, ahol Magyarország volt a díszvendég.
2000-ben Imre Zoltán-díjjal tüntették ki, 2007-ben megkapta az EuróPAS Magyar Táncdíjat. 2018-ban a Fidelio kuratóriuma beválogatta a KULT50-be, a kultúra ötven arca közé, 2019-ben pedig ugyanitt ő volt a zenés színház kuratóriumi védnöke.
2024-től a Magyar Színházi Társaság elnöke.

## Színházi munkái

### Koreográfusként
A Színházi Adattárban regisztrált bemutatóinak száma: 139.
- Kander: Cabaret (rendező: Béres Attila, 2019, Jászai Mari Színház, Tatabánya)
- Bródy János: István, a király (rendező: Székely Kriszta, 2018, Budapesti Operettszínház)
- Joe Masteroff: Kabaré (rendező: Mohácsi János, 2018, Miskolci Nemzeti Színház)
- Gunar Braunke: Dorian Gray (rendező: Réthly Attila, 2018, Kálmán Imre Teátrum)
- Kálmán Imre: A chicagói hercegnő (rendező: Béres Attila, 2016, Budapesti Operettszínház)
- Szép Ernő: Emberszag (rendező: Szikszai Rémusz, 2015, Vádli Alkalmi Színházi Társulás, Szkéne Színház)
- Jacobi Viktor: Sybill (rendező: Szabó Máté, 2015, Budapesti Operettszínház)
- Mohácsi István: Köd utánam (rendező: Mohácsi János, 2015, Örkény István Színház)
- Verdi: Aida (rendező: Mohácsi János, 2015, Magyar Állami Operaház)
- Cy Coleman: Sweet Charity (rendező: Béres Attila, 2015, Weöres Sándor Színház, Szombathely)
- Friedrich Dürrenmatt: Az öreg hölgy látogatása (rendező: Tompa Gábor, 2015, Kolozsvári Állami Magyar Színház)
- Albert Camus: Caligula (rendező: Tufan Imamutdinov, 2014, Marosvásárhelyi Nemzeti Színház – Kisterem)
- Mihail Bulgakov: A mester és Margarita (rendező: Michal Dočekal, 2014, Vígszínház)
- Dés-Geszti-Békés: A dzsungel könyve (rendező: Horgas Ádám, 2014, Weöres Sándor Színház, Szombathely)
- Mozart: Don Giovanni (rendező: Szabó Máté, 2014, Miskolci Nemzeti Színház)
- Michael Tremblay: Sógornők (rendező: Hegedűs D. Géza, 2013, Pesti Színház)
- Hamvai Kornél: A zöld kilences (rendező: Ascher Tamás, 2012, Vígszínház)
- Egyszer élünk, avagy a tenger azontúl tűnik semmiségbe (rendező: Mohácsi János, 2011, Nemzeti Színház)
- Madách Imre: Az ember tragédiája (rendező: Jordán Tamás, 2011, Weöres Sándor Színház, Szombathely)
- Pintér Béla: Parasztopera (rendező: Mohácsi János, 2010, Kamaraszínház, Pécs)
- Lehár Ferenc: Cigányszerelem (rendező: Béres Attila, 2009, Dóm tér, Szeged)
- Egressy Zoltán: 9700 (rendező: Dömötör Tamás, 2009, Helyőrségi Művelődési Otthon, Szombathely)
- Jerry Herman: Hello, Dolly! (rendező: Sorin Militaru, 2008, Katona József Színház, Kecskemét)
- Bertolt Brecht: Koldusopera (rendező: Béres Attila, 2008, Kamaraszínház, Pécs)
- Hamvai Kornél: Vesztegzár a Grand hotelben (rendező: Béres Attila, 2008, Nemzeti Színház)
- Elektra (rendező: Sorin Militaru, 2007, Tomcsa Sándor Színház, Székelyudvarhely)
- Én egy szemüveges kisfiú vagyok (rendező: Pelsőczy Réka, 2007, Szárító, Kapolcs)
- Koltai Róbert: Sose halunk meg (rendező: Szabó Máté, 2007, József Attila Színház)
- Jávori Ferenc Fegya: Menyasszonytánc (rendező: Béres Attila, 2006, Budapesti Operettszínház)
- Kukorelly Endre: Élnek még ezek? (rendező: Máté Gábor, 2005, Katona József Színház)
- Huszka Jenő: Lili bárónő (rendező: Béres Attila, 2005, Raktárszínház)
- Frederick Loewe: My Fair Lady (rendező: Béres Attila, 2004, Gárdonyi Géza Színház, Eger)
- Graham Chapman: Gyalog galopp (rendező: Molnár László, 2002, Szigligeti Színház, Szolnok)
- Mácsai Pál: Mi újság, múlt század? (rendező: Mácsai Pál, 2001, Madách Kamara)
- Francis Poulenc: Tiresias keblei (2001, Szentendre, Városház udvara)
- Peter Handke: Az óra, amikor semmit nem tudtunk egymásról (rendező: Máté Gábor, 2001, Katona József Színház)
- Bertolt Brecht: Koldusopera (rendező: Ascher Tamás, 2001, Katona József Színház)
- Witold Gombrowicz: Operett (rendező: Keszég László, 2001, Csiky Gergely Színház, Kaposvár)
- Hamvai Kornél: Hóhérok hava (rendező: Ascher Tamás, 2000, Katona József Színház)
- Peter Oswald: Versekkel kártyázó szép hölgyek (rendező: Tim Carroll, 2000, Bárka Színház)
- Stephen Sondheim: Sweeney Todd, a véres londoni borbély (rendező: Ascher Tamás, 1999, Csiky Gergely Színház, Kaposvár)
- Presser Gábor: Szent István krt. 14 (rendező: Marton László, 1998, Vígszínház)
- Tasnádi István: Titanic vízirevü (1998, Bárka Színház)

### Saját produkciók
- Csak egyszer… (2014, Stúdió Színház, Marosvásárhely)
- Angyali utazás (2003, Szigligeti Színház, Szolnok)
- Shchedrin-Bizet: Carmen (társrendező: Almási-Tóth András, 2002, Szigligeti Színház, Szolnok)
- Emberkiállitás – táncmonológ egy táncregényből (1996, Vígszínház, Házi Színpad)

### Táncosként
- Kurt Jooss: A Zöld Asztal Projekt – második felvonás (rendező-koreográfus: Gergye Krisztián, 2015, Gergye Krisztián Társulata, és a MU Terminál)
- 7 fő bűn (koreográfus: Fenyves Márk, Pálosi István, 2014, Magyar Mozdulatmvészeti Társulat, Nemzeti Táncszínház)
- Valahogy úgy (modern tánc, koreográfus: Bozsik Yvette, 1994, Bozsik Yvette Társulat, Petőfi Csarnok)
- A villik (kortárs tánc, koreográfus: Bozsik Yvette, 1993, Szegedi Nemzeti Színház)
- Alvilági sztori (koreográfus: Juronics Tamás, 1993, Szegedi Nemzeti Színház)
- Koncert tangóharmonikára és zenekarra (kortárs tánc, koreográfus: Galvan, Roberto, 1993, Szegedi Nemzeti Színház Kamaraszínháza)
- Eric Satie: A várakozás (koreográfus: Bozsik Yvette, 1992, Szegedi Nemzeti Színház Kamaraszínháza)
- Álom Kafkáról (koreográfus: Imre Zoltán, 1992, Szegedi Nemzeti Színház Kisszínháza)
- A képzelet órája (kortárs tánc, koreográfus: Juronics Tamás1991, Szegedi Nemzeti Színház Kisszínháza)
- 24 percben (koreográfus: Lőrinc Katalin, 1991, Szegedi Nemzeti Színház Kisszínháza)
- Az álom mögött (kortárs balett, koreográfus: Uotinen, Jorma, 1991, Szegedi Nemzeti Színház)
- Ravel: A varázsdoboz (koreográfus: Imre Zoltán, 1991, Szegedi Nemzeti Színház Kisszínháza)
- Vonzások és választások (koreográfus: Imre Zoltán, 1990, Szegedi Nemzeti Színház Kisszínháza)
- Exodus (koreográfus: Krámer György, 1990, Szegedi Nemzeti Színház Kisszínháza)
- A munka gyümölcsei (koreográfus: Hawkins, Matthew, 1990, Szegedi Nemzeti Színház Kisszínháza)
- A médium (koreográfus: Imre Zoltán, 1990, Szegedi Nemzeti Színház Kisszínháza)
- Alvilági játékok (koreográfus: Imre Zoltán, 1989, Szegedi Nemzeti Színház)
- La valse (koreográfus: Markó Iván, 1988, Győri Kisfaludy Színház)
- Daphnis és Chloé (koreográfus: Markó Iván, 1988, Győri Kisfaludy Színház)
- Bolero (koreográfus: Markó Iván, 1988, Győri Kisfaludy Színház)
- Csajkovszkij: Az álmok ura (koreográfus: Markó Iván, 1988, Vígszínház)
- Borogyin: Bulgakov és a többiek (koreográfus: Markó Iván, 1987, Győri Kisfaludy Színház)
- Fájdalmak útja (koreográfus: Markó Iván, 1986, Győri Kisfaludy Színház)

### Színészként
- Peter Weiss: Merénylet – De Sade úr betanításában (Popó, rendező-koreográfus: Gergye Krisztián, 2014, Gergye Krisztián Társulata, Kultúrbrigád)
- Paul Foster: I. Erzsébet (Nő, rendező: Szikszai Rémusz, 2013, Vádli Alkalmi Színházi Társulás, Szkéné Színház)
- Molière: Úrhatnám polgár (Tánctanár, rendező: Csiszár Imre, 2003, Szigligeti Színház, Szolnok)
- Csehov: A meggyeskert (Sárlotta, rendező: Kaszás Mihály, 2001, Szigligeti Színház, Szobaszínház, Szolnok)
- Eötvös Péter: Amint átmentem az álmok hídján (rendező: Almási-Tóth András, 2001, Thália Színház)
- Carlo Goldoni: A kávéház (A legyező újra száguld) (rendező: Mertz Tibor, 1994, Komédi Franc ez?, Óbudai Társaskör)

## Filmjei
- Emlékeim Anna Frankról (TV film, 2009)
- Kisváros (sorozat, 1995)
- A másik ember (1988)
- A fekete kolostor (1986)

## Könyv
- Nem baj, majd megértem; Magvető, Bp., 2014 (lengyel nyelvű fordítás: 2016)

## Díjai
- Imre Zoltán-díj (2000)
- EuróPAS Magyar Táncdíj (2007)
- POSZT Legjobb koreográfia díj (2017)
- A kultúra 50 arca – KULT50 (2018)
- Örökös tag a Halhatatlanok Társulatában (2021)